# 克列茨基-波奇托夫斯基农村居民点
克列茨基-波奇托夫斯基农村居民点（俄语：Клетско-Почтовское сельское поселение）是俄罗斯联邦伏尔加格勒州绥拉菲摩维奇区所属的一个农村居民点。其下辖有11个居民点，行政中心为克列茨基-波奇托夫斯基。据2016年统计，该农村居民点的人口为1296人。